# Axel Esteve
Axel Esteve Jordana (* 19. Dezember 1994) ist ein andorranischer Skirennläufer.

## Biografie
Esteve absolvierte im Dezember 2009 erstmals ein FIS-Rennen; im Riesenslalom von La Molina belegte er Platz 29.
Im Januar 2014 fuhr Esteve erstmals im Europacup, als er sich im Riesenslalom von Les Menuires nicht für den zweiten Durchgang qualifizieren konnte. Sein Weltcupdebüt gab er im Februar 2016; er wurde im Riesenslalom von Hinterstoder 52. im ersten Durchgang und verpasste somit klar die Qualifikation für den zweiten Durchgang. Bis dato konnte Esteve noch keine Europacup- oder Weltcuppunkte holen.
2017 nahm Esteve an der Alpinen Ski-WM teil. Sein bestes Ergebnis war ein 36. Platz im Riesenslalom.

## Erfolge

### Weltmeisterschaften
- St. Moritz 2017: 36. Riesenslalom

### Juniorenweltmeisterschaften
- Jasná 2014: 61. Super-G, 72. Abfahrt
- Hafjell 2015: 33. Riesenslalom

### Weitere Erfolge
- 6 Siege bei FIS-Rennen
- Andorranischer Meister: Kombination 2014, Slalom 2014, Riesenslalom 2016, Slalom 2016
- South American Cup: 2 Platzierungen unter den besten 10
- Nor-Am Cup: 4 Platzierungen unter den besten 20
- Universiade: 1 Platzierung unter den besten 10 2015